# Filippo Magnini
Filippo Magnini, född 2 februari 1982 i Pesaro, är en italiensk simmare. 
Magnini tävlade i tre grenar för Italien vid olympiska sommarspelen 2004 i Aten. Han slutade på 5:e plats i finalen på 100 meter frisim samt var en del av Italiens lag som tog brons på 4 x 200 meter frisim och som slutade på 5:e plats på 4 x 100 meter frisim. Vid olympiska sommarspelen 2008 i Peking tävlade Magnini i fyra grenar. Han tog sig till semifinal på 100 meter frisim samt var en del av Italiens lag som slutade på 4:e plats på både 4 x 100 meter frisim och 4 x 200 meter frisim. Han var även del av Italiens lag som blev diskvalificerade i finalen på 4 x 100 meter medley.
Vid olympiska sommarspelen 2012 i London tävlade Magnini i två grenar. Han blev utslagen i försöksheatet på 100 meter frisim och var en del av Italiens lag som slutade på 7:e plats på 4 × 100 meter frisim. Vid olympiska sommarspelen 2016 i Rio de Janeiro blev Magnini utslagen i försöksheatet på 100 meter frisim.